# Jessup (Maryland)
Pour les articles homonymes, voir Jessup.
Jessup est une census-designated place située dans les comtés de Howard et d'Anne Arundel, dans l’État du Maryland, aux États-Unis. Lors du recensement de 2020, elle comptait 10 535 habitants.